# Kimberly Godwin
Kimberly Godwin (nascida em Panama City, Flórida) é uma jornalista, produtora e executiva estadunidense. Ela é a atual presidente da ABC News, sendo a primeira mulher negra a liderar a divisão de notícias de uma grande rede de televisão.

## Carreira
Kimberly Godwin estuou na Florida A&M University, onde obteve seu diploma de bacharel em jornalismo. Antes de ingressar na ABC, foi assistente e diretora de redação na WCBS-TV, em Nova York; ela já trabalhou na KNBC de Los Angeles, e na KXAS-TV em Dallas e Fort Worth. Também serviu como vice-presidente executiva de notícias da CBS News e produtora sênior do CBS Evening News.
Na ABC, ela é responsável pelo Good Morning America, World News Tonight, The View, 20/20 e This Week.

## Prêmios e indicações
Godwin já ganhou seis Prêmio Emmy de Notícias e Documentários, dois Prêmios Edward R. Murrow, um Prêmio Alfred I. duPont–Columbia University e um prêmio Sigma Delta Chi.